# Automeris peigleri
Automeris peigleri är en fjärilsart som beskrevs av Lemaire 1979. Automeris peigleri ingår i släktet Automeris och familjen påfågelsspinnare. Inga underarter finns listade i Catalogue of Life.